# 角永武夫
角永 武夫（かくなが たけお、1937年11月8日 - 1988年9月21日）は、日本の分子生物学者。薬学博士。朝鮮・京城（現・ソウル特別市）生まれ。

## 来歴
金沢大学薬学部卒、大阪大学大学院薬学研究科博士課程修了。1970年高松宮妃癌研究基金学術賞受賞。1987年「癌細胞の表現形質発現の分子機構に関する研究」の業績により大阪科学賞受賞。1988年4月第13代大阪大学微生物病研究所所長に就任。この頃、自身が癌に冒されていることがわかり「あと数カ月の命」と診断される。癌細胞の研究が専門であった。亡くなる3日前まで発癌遺伝子の研究論文を書き続けた。1988年9月、死去。